# Перегрузка (отношение сил)

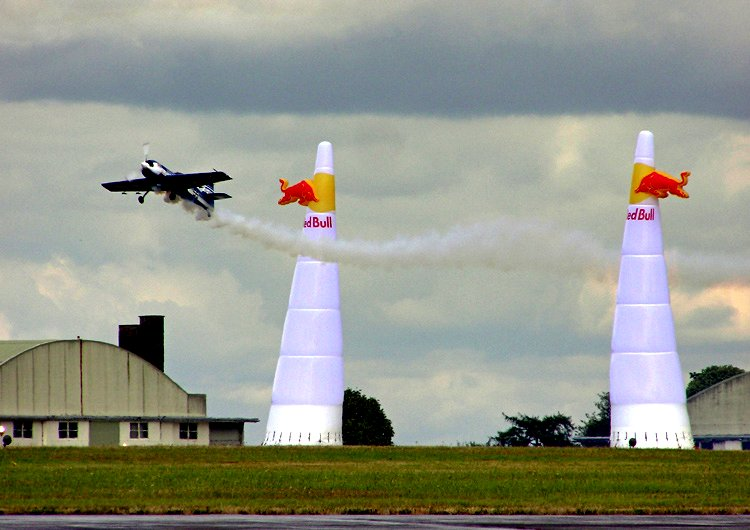
Аэробатический манёвр с увеличением угла тангажа (например, ввод в горку) сопровождается положительной перегрузкой — при ней тело весит больше, чем обычно

Перегру́зка — отношение фактической силы взаимодействия тела с опорой к весу тела (силе гравитационного притяжения), измеренному на Земле на уровне моря. Будучи отношением двух сил, перегрузка является безразмерной величиной, однако часто перегрузка указывается в единицах стандартного ускорения свободного падения g (произносится как «же»), равного 9,80665 м/с². Перегрузка в 0 g испытывается телом, находящемся в состоянии свободного падения под воздействием только гравитационных сил, то есть в состоянии невесомости. Перегрузка, испытываемая телом, находящимся в покое на поверхности Земли на уровне моря, по определению равна 1.
Перегрузка — векторная величина. Для живого организма очень важно направление действия перегрузки. При перегрузке органы человека стремятся оставаться в прежнем состоянии (равномерного прямолинейного движения или покоя). При положительной перегрузке (ускорение направлено от ног к голове, а вектор перегрузки — от головы к ногам) кровь уходит от головы в ноги, желудок опускается вниз. При отрицательной перегрузке увеличивается приток крови к голове. Наиболее благоприятное положение тела человека, при котором он может воспринимать наибольшие перегрузки — лёжа на спине, лицом к направлению ускорения движения, наиболее неблагоприятное для перенесения перегрузок — в продольном направлении ногами к направлению ускорения. При столкновении автомобиля с неподвижной преградой сидящий в автомобиле человек испытает перегрузку спина — грудь. Такая перегрузка переносится без особых трудностей. Обычный человек может выдерживать перегрузки до 15 g около 3—5 секунд без потери сознания. Перегрузки от 20—30 g и более человек может выдерживать без потери сознания не более 1—2 секунд в зависимости от величины перегрузки.
Одно из основных требований к военным летчикам и космонавтам — способность организма переносить перегрузки. Тренированные пилоты в противоперегрузочных костюмах могут переносить перегрузки от −3…−2 g до +12 g
```
[
7
]
.
```

Обычно при положительной перегрузке 7—8 g в глазах «темнеет», пропадает зрение, и человек постепенно теряет сознание из-за отлива крови от головы. Сопротивляемость к отрицательным, направленным вверх перегрузкам, значительно ниже. Космонавты во время взлёта переносят перегрузку лёжа. В этом положении перегрузка действует в направлении грудь — спина, что позволяет выдержать в течение нескольких минут перегрузку в несколько единиц g. Существуют специальные противоперегрузочные костюмы, задача которых — облегчить действие перегрузки. Костюмы представляют собой корсет со шлангами, надувающимися от воздушной системы и удерживающими наружную поверхность тела человека, немного препятствуя оттоку крови.
Перегрузка увеличивает нагрузку на конструкцию машин и может привести к их поломке или разрушению, а также к перемещению незакреплённого или плохо закреплённого груза. К примеру, в Российской Федерации максимальная эксплуатационная маневренная перегрузка для гражданских лёгких самолётов должна быть не меньше чем {\displaystyle \left(2{,}1+{\frac {10\,890\,{\text{кгс}}}{G+4540\,{\text{кгс}}}}\right)g} для самолётов нормальной и переходной категорий, где G — максимальный расчетный взлетный вес самолёта, кгс.
Примеры перегрузок и их значения:
| Пример перегрузки | Значение перегрузки, g                     |
| --- | ------------------------------------------ |
| Человек (или любой предмет), в неподвижном состоянии относительно Земли, на уровне моря | 1                                          |
| Пассажир в самолёте при взлёте | 1,5                                        |
| Парашютист при приземлении со скоростью 6 м/с | 1,8                                        |
| Парашютист при раскрытии парашюта | до 10 (По-16, Д1-5У); до 16 (Ут-15 сер. 5) |
| Космонавты при спуске в космическом корабле «Союз» | до 3,0—4,0                                 |
| Лётчик спортивного самолёта при выполнении фигур высшего пилотажа | от −7 до +12                               |
| Перегрузка (длительная), соответствующая пределу физиологических возможностей человека | 8,0—10,0                                   |
| Лётчик реактивного истребителя при катапультировании | 15,0—20,0                                  |
| Рекорд при несмертельном аварийном спуске космического корабля «Союз» | 20—26 (по разным данным):37                |
| Максимальная перегрузка, возможная на центрифуге ЦФ-18 | 30                                         |
| Рекорд максимальной добровольной (эксперимент) кратковременной перегрузки человека. Джон Пол Стэпп | 46,2                                       |
| Даррен Тейлор, известный под псевдонимом «Профессор Всплеск», испытывает перегрузку, когда ныряет с высоты 11 метров в детский бассейн, с высотой воды в нём всего 30 сантиметров                                     | 60—70                                      |
| Предыдущий рекорд (кратковременной) перегрузки автомобиля, при которой человеку удалось выжить | 179,8                                      |
| Во время крушения шаттла «Челленджер» кабина с 7 астронавтами, падая с высоты более 20 км, ударилась о поверхность Атлантического океана со скоростью около 333 км/ч, испытав перегрузку свыше 200 g. Никто не выжил. | свыше 200                                  |
| Наибольшая (кратковременная) перегрузка, при которой человеку удалось выжить. Кенни Брак, IRL IndyCar, авария в последней гонке сезона в Форт-Уорте.                                                                  | 214                                        |
| Перегрузка, которую испытала автоматическая межпланетная станция «Венера-7» при торможении в плотных слоях атмосферы Венеры                                                                                           | 350                                        |
| Перегрузка, которую может выдержать твердотельный накопитель (SSD) | 1500                                       |
| Перегрузка артиллерийского снаряда при выстреле (в начале ствола) | 47 000                                     |